# Enrico Fermi
Enrico Fermi (n. 29 septembrie 1901, Roma, Regatul Italiei – d. 28 noiembrie 1954, Chicago, Illinois, SUA) a fost un fizician italian, laureat al Premiului Nobel pentru Fizică pe anul 1938, descoperitorul fisiunii nucleare. A avut un rol important în conceperea proiectului Manhattan de punere la punct a bombei nucleare.

## Motivația Juriului Nobel
„Pentru demonstrațiile sale despre existența de noi elemente radioactive produse prin iradiere cu neutroni, și pentru descoperirea corelată a reacțiilor nucleare generate de neutronii lenți.”

## Date biografice
Enrico Fermi s-a născut la Roma la 29 septembrie 1901 ca fiu al lui Alberto Fermi, inspector principal la ministerul comunicațiilor și Ida de Gattis. De mic, era foarte inventiv, împreună cu Giulio, fratele mai mare, a construit un electromotor și aeromodele după schițe proprii. După moartea prematură a fratelui său, în 1915, Enrico își îneacă tristețea în studiul matematicii și fizicii. După absolvirea liceului la Roma, își continuă studiile la Scuola Normale Superiore din Pisa. Fermi stăpânea foarte bine fizica clasică și teoria relativității, astfel că a publicat câteva lucrări științifice, iar în anul 1922 și-a susținut teza de doctorat. Din anul 1924 a început să predea fizica și matematica la Universitatea din Florența, unde a publicat o lucrare renumită, referitoare la fizica statistică a particulelor. În această lucrare a pus bazele așa-numitei statistica Fermi-Dirac, care a fost larg aplicată în fizica atomică și l-a făcut vestit peste hotare, mai târziu și în Italia.
Enrico Fermi a învățat foarte bine limba latină și gramatica acesteia, având printre cele mai bune note. Așadar, și-a adunat banii din alocație și și-a cumpărat prima lui carte de fizică scrisă în limba latină. Acesta a găsit un fel de alinare în aceste cărți după ce și-a pierdut fratele mai mare.
Mai târziu, după ce și-a obținut diploma de doctor, acesta s-a întors la Roma pentru a fi cu familia lui. A fost nevoit să găsească o modalitate prin care să-și susțină familia, dar și pe el, astfel singurele poziții pe care acesta și le dorea erau în cadrul universității. Cariera post-doctorală începea cu poziția de asistent al unui alt profesor, apoi se obținea dreptul la libera profesare „libera docenza”. Având deja o reputație creată, Fermi a fost primit repede în grupurile de matematicieni și fizicieni
În anul 1928, Fermi a fost numit profesor de fizică teoretică la Universitatea din Roma și, în același an, a fost ales membru al Academiei Regale a Italiei (Règia Accademia d'Italia). Aici a activat timp de 10 ani și a pus bazele școlii italiene de fizică modernă.
În 1934 a efectuat experiențe de bombardare a nucleelor elementelor grele cu neutroni - primele cercetări în domeniul fisiunii nucleare. Pentru cercetările în domeniu proprietăților neutronilor, Fermi a primit, în anul 1938, Premiul Nobel. După decernarea premiului, Fermi nu s-a mai întors în țară. S-a stabilit cu toată familia în Statele Unite, în semn de protest împotriva acțiunilor antisemite ale guvernului italian fascist, deși acestea se refereau numai la soția sa. A primit un post de profesor de fizică la Universitatea Columbia, unde și-a continuat activitatea de cercetare, concentrându-se, în special, asupra eliberării energiei nucleului de uraniu.
A condus lucrările de construcție a primului reactor nuclear la Universitatea din Chicago, realizând (2 decembrie 1942) prima reacție nucleară în lanț controlată; aceste rezultate au fost incluse în Proiectul Manhattan, care a dus la construirea primei bombe atomice. A dezvoltat teoria matematică a emisiei neutrinice, a studiat reacțiile pion-nucleon. Numele său a fost atribuit elementului transuranian - fermiu.

## Vezi și
- Paradoxul lui Fermi